# Lučane (Bujanovac)
Pour les articles homonymes, voir Lučane.
Lučane (en serbe cyrillique : Лучане ; en albanais : Lluçani) est une localité de Serbie située dans la municipalité de Bujanovac, district de Pčinja. En 2002, elle comptait 1 091 habitants, dont 1 089 Albanais (99,81 %).
En septembre 2011, l'assemblée des députés albanais de Preševo, Bujanovac et Medveđa a incité les Albanais de Serbie à boycotter le recensement prévu pour le mois d'octobre de cette année-là ; de ce fait, aucun chiffre de population n'a été communiqué pour les localités de la municipalité de Bujanovac.

## Démographie
| 1948 | 1953 | 1961 | 1971  | 1981  | 1991 | 2002  |
| ---- | ---- | ---- | ----- | ----- | ---- | ----- |
| 878  | 916  | 997  | 1 111 | 1 110 | 957  | 1 091 |

|  |

En 2012, la population de Lučane était estimée à 1 045 habitants.